# Wanda Morbitzer Tozer
Wanda Morbitzer Tozer (Cracòvia 1904 - Madrid 1990) Fou cancellera del Consolat Honorari de Polònia a Barcelona, membre de la Creu Roja internacional i de la Cambra de comerç hispanopolonesa. Activista de la resistència antinazi, durant la Segona Guerra Mundial fou col·laboradora dels Serveis Secrets Britànics en la tasca d'ajuda als refugiats. Delatada i jutjada per espionatge, aconseguí eludir la presó fugint d'Espanya. Tornà al Consolat al final de la Guerra Europea i el 1946 donà acolliment a un contingent d'infants jueus-polonesos, que havien estat segrestats pel Règim Nazi, internats en camps de reeducació i sotmesos a durs programes eugenèsics i de germanització forçosa.

## Biografia
Filla d'una família benestant de Cracòvia, a finals dels anys 20 Wanda Morbitzer i la seva inseparable amiga Anna Maria (Hanka) Klemensiewicz van iniciar estudis superiors a París. Hanka va conèixer l'empresari català Eduard Rodón Blasa que tenia negocis a Polònia, es van casar i es van instal·lar a Barcelona. Per un cúmul de circumstàncies, el 24 de març de 1931 Eduard Rodón fou nomenat Cònsol Honorari de Polònia. L'estiu de 1931 el Ministeri d'Afers Exteriors Polonès va contractar Wanda Morbitzer de 27 anys, graduada a l'Escola Superior de Ciències Polítiques de la Universitat de Cracòvia per ocupar la Conselleria del Consolat, que en aquells anys estava ubicat a la Gran Via núm. 667 al mateix habitatge particular del Cònsol, i més tard al carrer Fontanella núm. 10. A part d'organitzar la Cambra de Comerç hispanopolonesa, també es van potenciar les activitats culturals amb intercanvis, exposicions, recepcions i concerts d'artistes tan destacats com Artur Rubinstein i Wanda Landowska.
L'any 1934 Wanda es casà amb Harry Vernon Tozer, un singular artista titellaire paraguaià de pares anglesos i enginyer de professió, establert a Barcelona des del 1923. Malalta de tuberculosi òssia, com a últim remei per no perdre la cama, el Dr. Josep Trueta li havia recomanat passar llargues estones al sol. Fou per aquest motiu que es quedà a Barcelona malgrat que havia esclatat la Guerra Civil. Dues grans banderes de Polònia i Gran Bretanya onejaven al jardí del seu domicili del carrer Marquesa de Vilallonga i mai van ser atacs.
A l'inici de la dècada dels 40 un cop acabada la Guerra Civil Espanyola, la salut de Wanda havia millorat i havia nascut la seva filla Cristina, però la situació internacional havia esdevingut tràgica. Havia esclatat la Segona Guerra Mundial i els alemanys havien ocupat Polònia i gran part d'Europa. Fou llavors quan entrà en funcionament una xarxa clandestina d'evasió anomenada Estació de Bases, que en col·laboració amb els Serveis Secrets Britànics i la Creu Roja internacional ajudava els pilots polonesos abatuts, els jueus i altres persones perseguides a creuar els Pirineus i arribar a Gibraltar o Portugal. Des del Consolat de Polònia a Barcelona, Wanda juntament amb Mavis Bacca Dowden i Karolina Babecka Pons, es van involucrar completament en aquella tasca fins que totes tres foren delatades i acusades d'espionatge en un procés sumaríssim. El 1942, Wanda amb passaport britànic, aconseguí fugir a Portugal i fou jutjada en rebel·lia. No tornà fins que es firmà l'Armistici, quan la seva filla Cristina estava a punt de complir 6 anys.
Espanya va ser dels pocs països que no van reconèixer el nou Govern Socialista de Varsòvia i només mantenia relació diplomàtica amb l'antic Govern Polonès a l'Exíli, del qual depenia El Consolat Honorari de Barcelona.
L'any 1946 el Govern Espanyol desitjós de congraciar-se amb els aliats, amb el beneplàcit del Vaticà i de la mà de la Creu Roja Internacional, va autoritzar en dues etapes l'arribada a Barcelona d'un contingent de gairebé dos-cents infants jueus-polonesos, procedents del camp de refugiats de Salzburg (Àustria) Alguns eren oriünds de Lodtz i Silèsia i havien estat seleccionats pels seus trets físics aris i sotmesos al programa eugenèsic Lebensborn (font de vida) altres eren fills dels treballadors esclaus utilitzats en la indústria alemanya de guerra. Foren allotjats inicialment al carrer Anglí. Eren nens orfes, desnodrits i traumatitzats, provinents d'un ambient hostil i amb greus mancances afectives. Els primers temps l'adaptació fou molt difícil. L'Associació d'Ajuda als Polonesos es feu càrrec de la seva manutenció i Wanda va esdevenir simbòlicament una mare per a tots ells. Es va fundar l'Escola Pública Polonesa i es van traslladar a la Torre Marsans a la zona del Coll-Vallcarca. Wanda els feia classes de llengua i literatura polonesa. A poc a poc van intentar integrar-se a la vida del barri. Alguns van aconseguir retrobar algun familiar i aviat van ser repatriats, altres van viure 10 anys a Barcelona. Finalment, els que havien perdut completament la identitat i estaven sols al món, van ser inclosos en un programa d'immigració i enviats a la colònia polonesa de Buffalo (Estats Units)
El comiat, el 6 de juliol de 1956 fou especialment trist i sentit, sobretot pels més grans que ja havien teixit una xarxa de relacions afectives i es veien novament desplaçats. Diguéren adeu a Catalunya amb plors, cantant la cançó Rozproszone polskie dzieci (Nens polonesos disseminats)

## Memòria històrica
El 14 de juny de 1958 el Govern polonès a l'exili, representat pels generals Wladislaw Anders, Edward Raczynski i Tadeuz Bór-Komorowski, va atorgar a Wanda Morbitzer Tozer la Creu d'or al mèrit.
L'any 2008 el Govern de la Generalitat de Catalunya, el Consolat Honorari de Polònia i l'Ajuntament de Barcelona van retre homenatge als antics nens i nenes polonesos refugiats a Barcelona, alguns dels quals van assistir-hi. Es va editar en català, castellà i polonès, el llibre commemoratiu Polonesos a Barcelona - Un munt d'històries: L'acolliment de la ciutat als nens robats pels nazis (1946-1956) La història havia sortit a la llum gràcies al periodista i politòlec Josep Lluís Barbería, que havia contactat amb un arxiver de la Creu Roja de Ginebra i amb algunes de les antigues noies acollides, Danuta Kokoska, Teresa Linder i Aleksandra Gruzinska, que era professora emèrita de francès de la Universitat d'Arizona.
La cadena de televisió BTV va dedicar un capítol de Va passar aquí (documentals històrics i divulgatius dels barris de Barcelona) a la Torre Marsans i els nens polonesos acollits.
El 2018 el Grup d'estudis dels barris del Coll-Vallcarca va presentar la proposta d'una placa commemorativa per a l'Alberg Mare de Déu de Montserrat (Torre Marsans) que havia acollit l'escola Polonesa, i també demanà la substitució en el nomenclator del nom de la Plaça Flandes, pel nom de Plaça de Wanda Morbitzer Tozer.
Poc abans de morir, Wanda va entregar a la seva filla Cristina Tozer Morbitzer les seves memòries, de moment encara inèdites.